# José María Solsona
José María Solsona (11 de febrero de 1814 - Lyon, 18 de diciembre de 1883), militar y político uruguayo. 

## Biografía
Hijo de Manuel Solsona y Alzáybar y Micaela Jáuregui y Elizondo, casado con Amelia Triaca Zuasnábar.
Durante la Guerra Grande formó parte del bando de la Defensa de Montevideo que dirigía el Partido Colorado. Fue Jefe Político y de Policía de Montevideo del 13 de febrero al 2 de marzo de 1846. Fue, durante el Sitio Grande, partidario de Melchor Pacheco y Obes.
Participó en la batalla de Monte Caseros, el 3 de febrero de 1852, donde estuvo al mando del batallón Guardia Oriental. Fue uno de los integrantes de la Sociedad de Amigos del País, en octubre de 1852, y uno de los firmantes del manifiesto de la Unión Liberal el 4 de octubre de 1855.
- Datos: Q5943558